# Blok lewej odnogi pęczka Hisa
Blok lewej odnogi pęczka Hisa (ang. left bundle branch block, LBBB, łac. dissociatio intraventricularis rami sinistri fasciculi Hisi) – następstwo zwolnienia lub przerwania przewodzenia w lewej odnodze pęczka Hisa. Bloki śródkomorowe nie objawiają się klinicznie, dopóki nie towarzyszy im zaawansowany blok przedsionkowo-komorowy. Bloki niezupełne nieznacznie odbiegają od normy – mogą być traktowane jako jej dopuszczalne stany. Osłuchowo stwierdza się niekiedy paradoksalne rozdwojenie drugiego tonu serca (składowa płucna poprzedza aortalną).

## Etiologia
Blok lewej odnogi występuje najczęściej w:
- pierwotnych chorobach układu przewodzącego serca
- niedokrwieniu mięśnia sercowego i zawale
- zwłóknieniu mięśnia sercowego.

Nowo powstały LBBB uważa się za elektrokardiograficzny objaw STEMI równoważny uniesieniu ST. Świeży LBBB w połączeniu z potwierdzonym wzrostem biomarkerów zawału powyżej 99. percentyla górnej granicy referencyjnej stanowi jedno z kryteriów rozpoznania ostrego zawału mięśnia sercowego (ESC/ACC/AHA/WHF 2007).

## Kryteria
Kryteria rozpoznania LBBB:

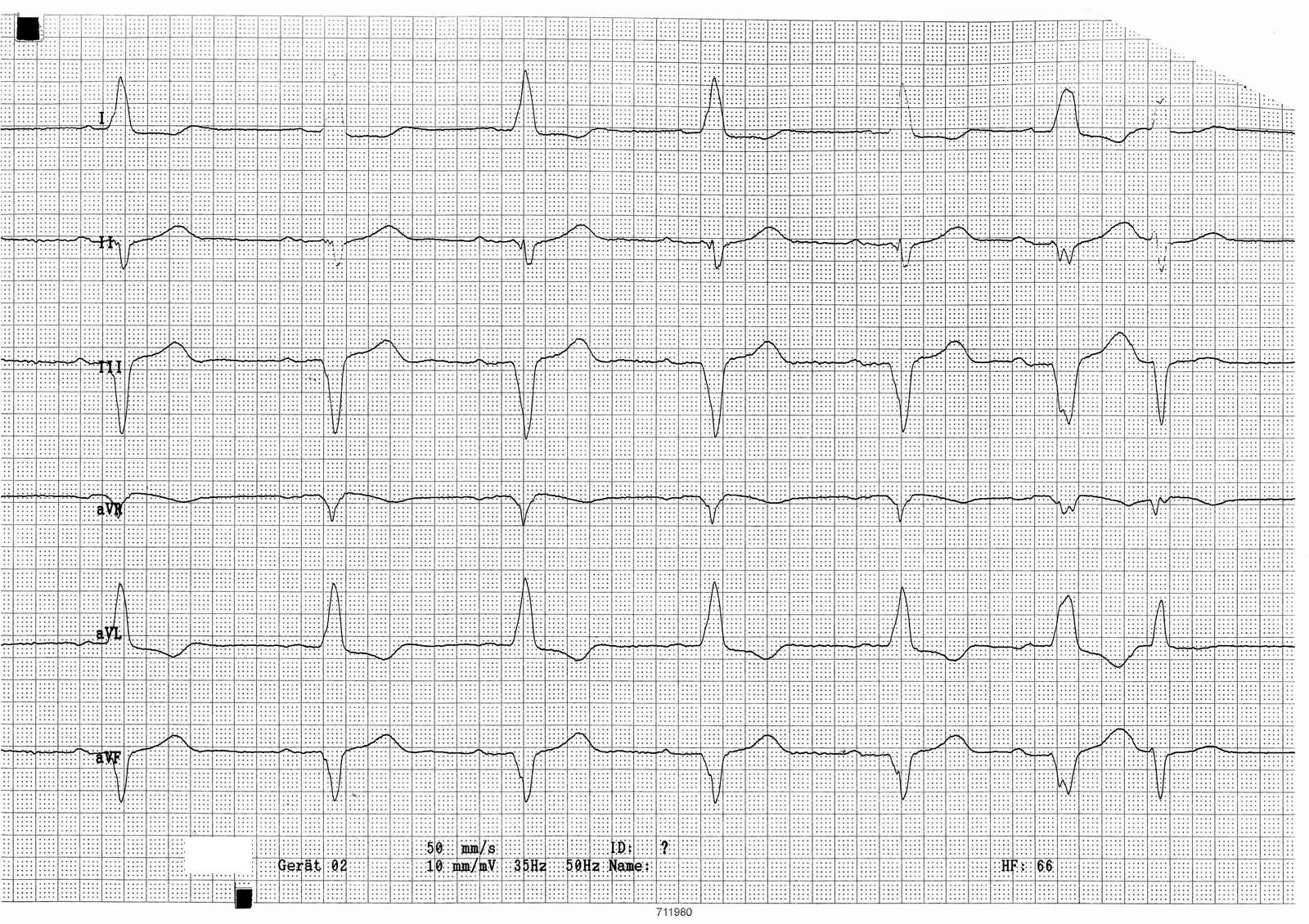
LBBB w odprowadzeniach kończynowych

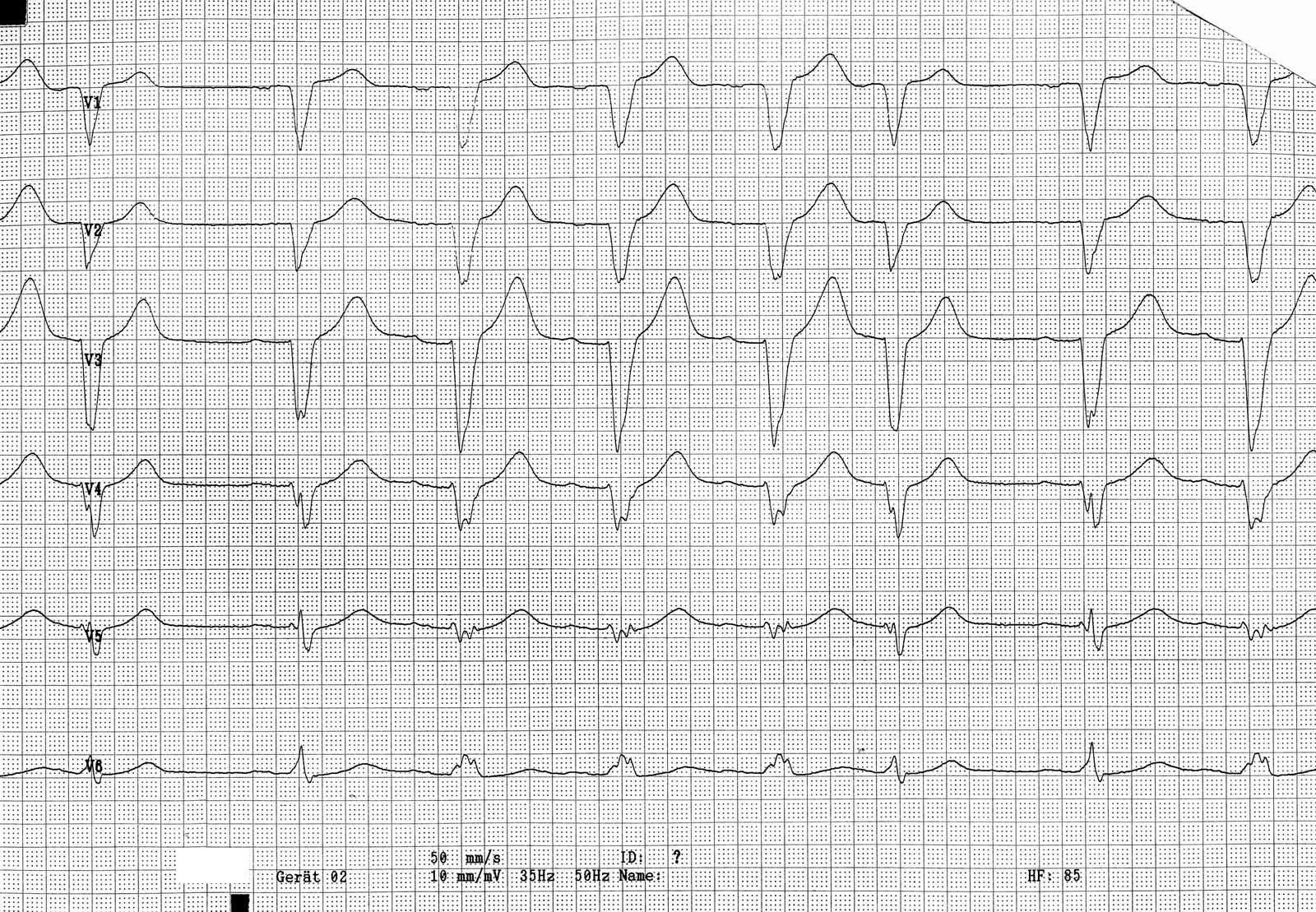
LBBB w odprowadzeniach przedsercowych

1. Czas trwania zespołu QRS ≥0,12 s
2. Monofazowe zespoły QRS typu zawęźlonego lub rozdwojonego załamka R w V5-V6
3. Zwykle przeciwstawny kierunek odcinków ST i załamków T względem głównego wychylenia zespołów QRS.

Kryteria rozpoznania niezupełnego LBBB (ILBBB):
1. Czas trwania zespołu QRS <0,12 s
2. Opóźnienie ujemnego zwrotu ≥0,06 s w V5-V6
3. Zazębienie na ramieniu wstępującym załamka R w odprowadzeniach I, aVL, V5-V6
4. Brak załamka Q w odprowadzeniach I, aVL i V5-V6.

## Bloki wiązek lewej odnogi
W najczęstszym typie morfologicznym ludzkiego układu bodźcoprzewodzącego występują trzy rozgałęzienia lewej odnogi pęczka Hisa, rzadziej są to dwie odnogi. Stąd stawiane są rozpoznania bloku przedniej wiązki lewej odnogi i bloku tylnej wiązki lewej odnogi. Nie ma uznanych kryteriów rozpoznania bloku trzeciej wiązki, przegrodowej.
Kryteria rozpoznania bloku przedniej wiązki lewej odnogi (LAFB, left anterior fascicular block; LAHB, LAH, left anterior hemiblock):
1. Odchylenie osi elektrycznej serca w lewo >-30°
2. Czas trwania zespołu QRS <0,12 s
3. Załamki R obecne w II, III i aVF
4. Załamki Q obecne w I i aVL

Kryteria rozpoznania bloku tylnej wiązki lewej odnogi (LPFB, left posterior fascicular block):
1. Odchylenie osi elektrycznej serca w prawo >90°
2. Czas trwania zespołu QRS <0,12 s
3. Załamki r obecne w I i aVL (zespół rS)
4. Załamki Q obecne w III (i aVF).

Należy wykluczyć inne przyczyny odchylenia osi elektrycznej w prawo: przerost prawej komory, POChP, rozedmę, anatomicznie poziome serce.
Za rozpoznaniem bloku wiązki przegrodowej przemawia współistnienie cech zawału ściany przedniej i ILBBB.

## Klasyfikacja ICD10
| kod ICD10     | nazwa choroby                                  |
| ------------- | ---------------------------------------------- |
| ICD-10: I44.4 | Blok przedniej wiązki lewej odnogi pęczka Hisa |
| ICD-10: I44.5 | Blok tylnej wiązki lewej odnogi pęczka Hisa    |
| ICD-10: I44.7 | Nieokreślony blok lewej odnogi pęczka Hisa     |